# Tatiana Woollaston
Tatiana Woollaston (z domu Tarczyła), biał. Таццяна Тарчыла (ur. 8 listopada 1986 w Pińsku) – białoruska sędzia snookerowa.

## Kariera sędziowska
W marcu 2008 roku zaczęła sędziować rozgrywki amatorskie na Białorusi. Rok później została przyjęta do grona zawodowych sędziów pod egidą EBSA (Europejski Związek Bilarda i Snookera). 
W sierpniu 2010 roku zadebiutowała podczas turnieju rankingowego Main Tour (Paul Hunter Classic).
W sierpniu 2011 roku sędziowała swój pierwszy mecz telewizyjny (Ken Doherty vs Passakorn Suwannawat) podczas Paul Hunter Classic.
W lipcu 2019 roku sędziowała swój pierwszy finał turnieju rankingowego (Riga Masters), w którym Yan Bingtao wygrał z Markiem Joyce’em 5-2.
1 grudnia 2024 po raz pierwszy sędziowała finał UK Championship 2024 – turnieju Potrójnej Korony.

## Życie prywatne
Ukończyła ekonomię na Białoruskim Państwowym Uniwersytecie Ekonomicznym. 
W czerwcu 2011 roku wyszła za mąż za angielskiego snookerzystę Bena Woollastona. Para ma dwóch synów i mieszka na stałe w Leicester.
Oprócz sędziowania pracuje w centrali firmy odzieżowej Next.